# Hydractinia otagoensis
Hydractinia otagoensis is een hydroïdpoliep uit de familie Hydractiniidae. De poliep komt uit het geslacht Hydractinia. Hydractinia otagoensis werd in 1996 voor het eerst wetenschappelijk beschreven door Schuchert. 